# Цигаль, Александр Владимирович
Алекса́ндр Влади́мирович Цига́ль (род. 21 июня 1948, Москва, СССР) — советский и российский скульптор, педагог.
Академик РАХ (2007; член-корреспондент 1997). Народный художник РФ (2014). Лауреат премии Ленинского комсомола (1978). Член Союза художников СССР с 1976 года.
Сын народного художника СССР, академика Владимира Ефимовича Цигаля.

## Биография
Родился 21 июня 1948 года в Москве. В 1971-м окончил Московское высшее художественно-промышленное училище (бывшее Строгановское училище), отделение монументально-декоративной скульптуры — ученик Г. А. Шульца. Потомственный скульптор. С 1976 года член Союза художников СССР.
С 1969 года и до настоящего времени принял участие в более чем трехстах художественных выставках в России и за рубежом. Работы Цигаля хранятся во многих музеях страны (в том числе в Третьяковской галерее и Русском музее), а также музеях и частных коллекциях Италии, Болгарии, Великобритании, Германии, США, Франции, Норвегии.
Автор монументальных произведений, создатель особого рода пластических композиций, автор портретных образов современников и ряда исторических портретов.
Награждён в 2013 году Почётной грамотой Московской городской думы за заслуги перед городским сообществом и в связи с юбилеем

## Семья
- Отец — скульптор, народный художник СССР, лауреат Ленинской премии, академик Владимир Ефимович Цигаль.
- Дядя — живописец, народный художник РФ, академик Виктор Ефимович Цигаль
- Жена — художник, член-корреспондент РАХ Анна Максовна Бирштейн (род. 1947), дочь художников Макса Авадьевича Бирштейна (1914—2000) и Нины Николаевны Ватолиной (1915—2002).
  - Дочь — модельер Мария Цигаль.
- Двоюродный брат — художник Сергей Викторович Цигаль.
- Двоюродная племянница — Мариэтта Цигаль-Полищук (род. 1984), актриса, дизайнер, теле- и радиоведущая

## Произведения
- Фигура-памятник Георгию Победоносцу для овального купола на здании Сената в Кремле, г. Москва (совместно с В. Е. Цигалем).
- Скульптура «Правосудие» для здания Верховного суда России, г. Москва (совместно с В. Е. Цигалем).
- Скульптурная композиция «Ангелы» на центральных вратах восточного входа восстановленного храма Христа Спасителя, г. Москва.
- Памятник бездомным собакам «Сочувствие» в переходе станции метро «Менделеевская», г. Москва (совместно с С. В. Цигалем).
- Памятник на могиле Спартака Мишулина на Ваганьковском кладбище, г. Москва.
- Мемориальные доски художнику В. П. Ефанову (г. Москва), профессору Конкину (г. Мытищи, Московская область), писателю В. С. Гроссману (г. Москва).